# Kucoroszec
Kucoroszec – część wsi Rybna w Polsce położona w województwie małopolskim, w powiecie krakowskim, w gminie Czernichów.
W części wsi ma początek potok Rybnianka. Wypływa on z południowego stoku Łysej Góry. Płynie na południowy wschód przez tutejsze jurajskie wapienie. Po ok. 500 m z północnego wschodu wpływa do niego bezimienny potok, który ma źródło w północno-zachodniej części Nowego Świata w Rybnej. 
Kucoroszec położony jest w północno-zachodniej części Rybnej.
W latach 1975–1998 Kucoroszec należał administracyjnie do województwa krakowskiego.